# ليوس (نيويورك)
ليوس (بالإنجليزية: Lewis, Lewis County, New York)‏ هي بلدة أمريكية تقع في الولايات المتحدة في مقاطعة لويس، نيويورك. يقدر عدد سكانها بـ 854 نسمة ومساحتها 168.7 كم2 وترتفع عن سطح البحر 469 متر.